# Катина
43° 52′ 53″ N 15° 13′ 13″ E / 43.88139° С; 15.22028° И
Катина је ненасељено острвце у хрватском дијелу Јадранског мора. Налази се у Корнатском архипелагу пред улазом у залив Телашћица између Дугог отока и Корната. Дио је Парка природе Телашћица. Њена површина износи 0,112 km², док дужина обалске линије врло разуђене обале износи 7,107 km. Највиши врх је висок 117 m. Катина је на сјеверозападу од Дугога отока одвојена с уским, око 0,1 km широким, и до 2 m дубоким морским пролазом Мала Проверса. Катину од острва Корнат дијели око 0,5 km широк пролаз Вела Проверса, који је погодан за пловидбу. Грађена је од кречњака кредне старости. Административно припада општини Сали у Задарској жупанији.